# Жіноча гімназія Городецького
Жіно́ча гімна́зія Городе́цького — будинок в Черкасах, збудований на початку XX століття як жіноча гімназія.
Будинок був збудований в 1903—1905 роках як жіноча гімназія польським архітектором Владиславом Городецьким. В 1935 році будинок був переобладнаний під Палац піонерів, який за незалежності перетворився в Черкаський міський Центр дитячої та юнацької творчості.
В роки Другої світової війни тут був значний опорний пункт німців. В грудні 1943 року при визволенні міста Вахтанг Чіковані за власної ініціативи очолив підрозділ піхотинців та штурмом оволодів будівлею. Про це на фасаді будинку була встановлена меморіальна дошка.

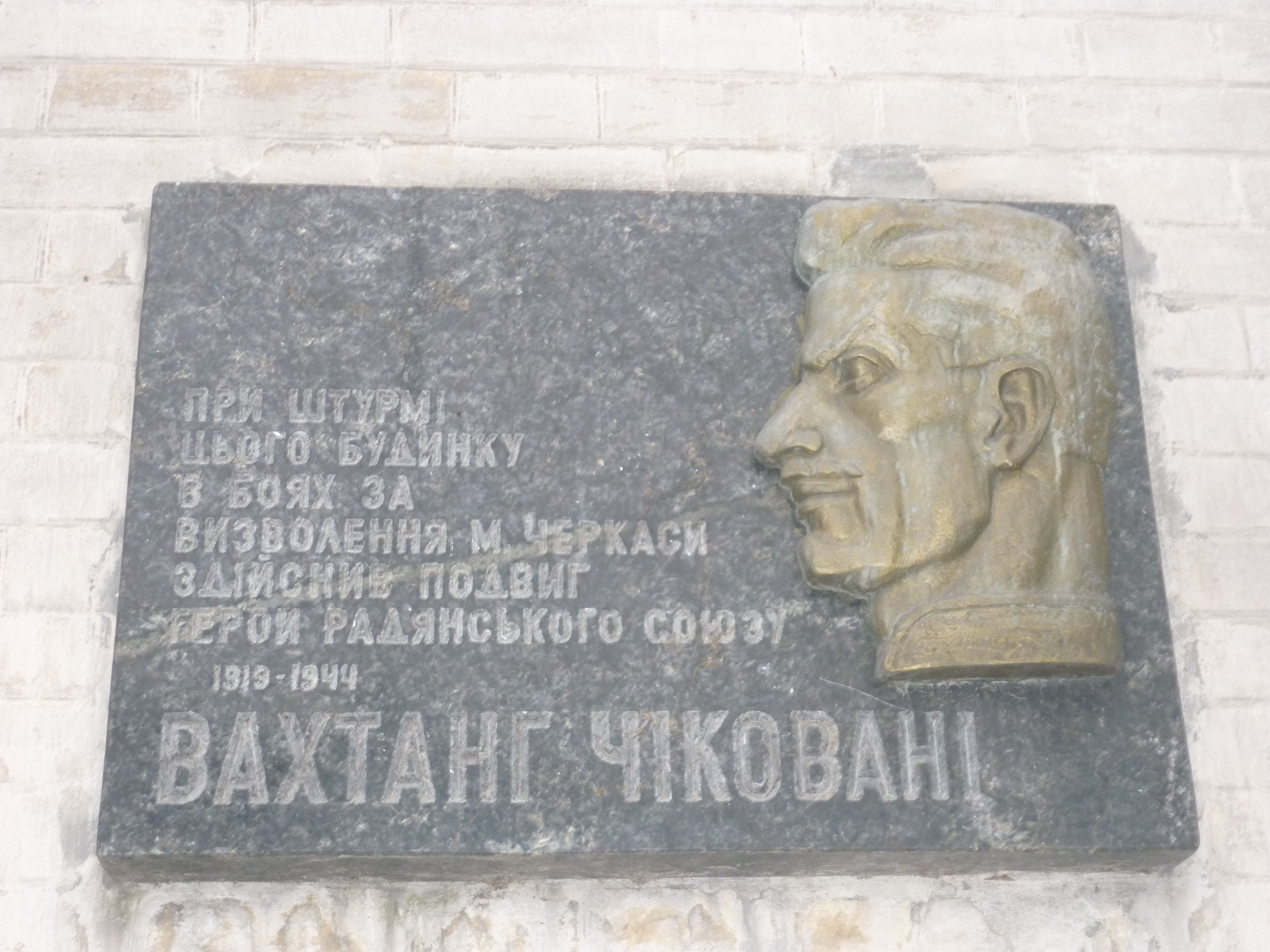
Меморіальна дошка на честь В.В.Чіковані

| Черкаси | Це незавершена стаття про Черкаси. Ви можете допомогти проєкту, виправивши або дописавши її. |